# Метель 1978 года в США
Метель 1978 года в США (англ. Northeastern United States blizzard of 1978, также имеет название Blizzard of '78) — одна из сильнейших метелей (шторм) в истории Соединённых Штатов Америки.

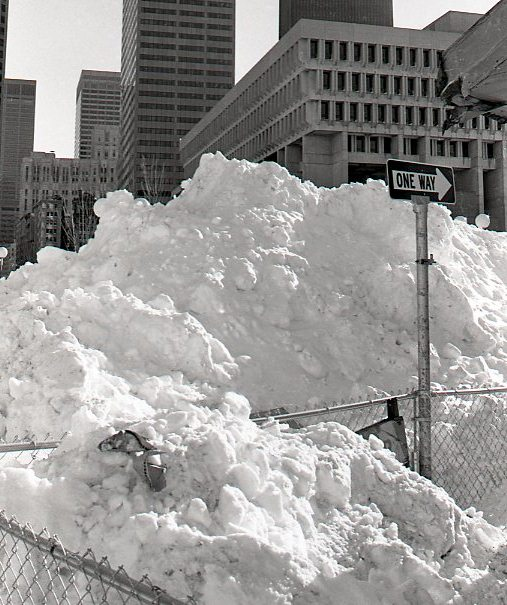
Бостонская ратуша после метели

Снежная буря, вызванная циклоном, ударила по Новой Англии, а также штатам Нью-Джерси и Нью-Йорк. Метель началась в воскресенье, 5 февраля, и прекратилась во вторник, 7 февраля 1978 года. Она стала следствием Storm Larry, зародившегося в Коннектикуте. В Бостоне выпали рекордные 69 см снега; в Провиденсе также был установлен рекорд с 70 см снега; в Атлантик-Сити было 51 см. Была нарушена деятельность в наиболее пострадавших районах. Шторм привёл к смерти около 100 человек и ранил около 4500, причинив ущерб на сумму более 520 миллионов долларов США (1,95 миллиарда долларов США по ценам 2017 года). Многие проблемы метели 1978 года были вызваны внезапностью непогоды и отсутствием точного её прогноза.

## История
Шторм образовался от внетропического циклона у берегов Южной Каролины 5 февраля. Столкнувшись с арктическим холодным фронтом больших воздушных масс, он создал идеальные условия для большой и интенсивной системы низкого давления, которая пробралась вверх по побережью и приблизилась к южной части Новой Англии. Одновременный необычно большой прилив привёл к затоплению прибрежных построек и массовым потерям имущества жителей. Сильные ветер и осадки создали нулевую видимость для людей, последовали многочисленные отключения электроэнергии. Когда метель окончилась, тысячи людей оказались в затруднительном положении, часть из которых потеряла кров.
Шторм сопровождался ураганным ветром мощностью до 138 км/ч с порывами до 179 км/ч. В то время как типичный циклон вызывает снегопад в течение шести-двенадцати часов, метель 1978 года не прекращалась в течение беспрецедентных полных 33 часов. В некоторых местах выпавший снег превратился в ледяную смесь, покрыв льдом деревья и линии электропередач. Нетипичное вертикальное развитие грозовых облаков принесло необычный грозовой удар в южную часть Новой Англии и Лонг-Айленд.

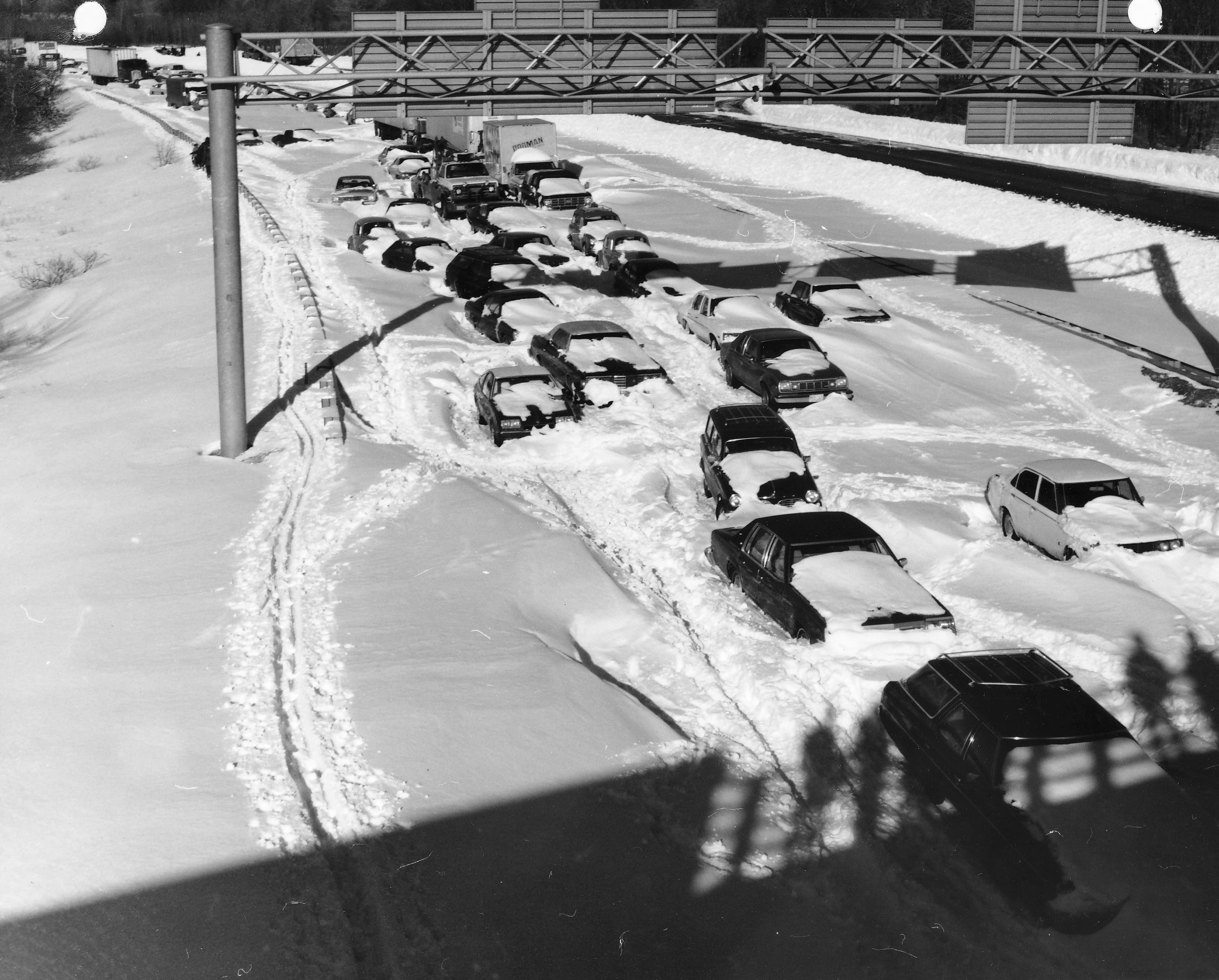
Автомобили на дороге Route 128 возле города Нидем

Несмотря на отсутствие точного метеопрогноза, некоторые сотрудники были отправлены домой, но ещё больше остались на рабочих местах и были заблокированы. Многие застряли в своих автомобилях на дорогах по всей Новой Англии, более 3500 автомобилей были найдены брошенными на дорогах во время уборки снега. Общественный транспорт не работал. Были приложены огромные усилия, чтобы очистить взлётно-посадочные полосы аэропорта Логан для прибытия подразделений Национальной гвардии.
Эта метель была одной из самых катастрофических в истории Род-Айленда, застигнув врасплох многих жителей и правительство штата. В Нью-Йорке это был один из редких случаев, когда из-за метели были закрыты школы. Многие люди были застигнуты штормом во время движения на автомобилях, многие другие оказались в ловушке в своих домах и на рабочих местах — снежные заносы достигали местами высоты до 4,6 м. Спровоцированное штормом прибрежное наводнение продолжалось в течение двух дней. Тысячи домов по всему прибрежному Массачусетсу были повреждены или разрушены, от стихии пострадал рыболовецкий флот региона. Проблемы были усугублены сильным ветром, местами превышающим 161 км/час.